# Centros de Atención Médica A Drogadictos
Los Centros de Atención Médica A Drogadictos mejor conocidos como CAMAD son una serie de complejos móviles que transitan varias localidades e Bogotá con el objetivo de brindar atención médica a personas con problemas de drogadicción.

Los complejos forman parte del programa social contra la criminalidad emprendido por el Gobierno Distritial de Bogotá con el apoyo de la Policía Nacional de Colombia.

## Polémica
La iniciativa -desde su anuncio- fue duramente criticada por el procurador general de Colombia Alejandro Ordóñez, la Personería de Bogotá y la Consejería Presidencial para asuntos de Cundinamarca y Bogotá a la cabeza de Gina Parody. Pues de acuerdo con éstos es inconstitucional que el Estado de Colombia dote de estupefacientes a civiles. Argumentando una supuesta entrega de drogas que se haría a los pacientes al interior de los complejos.

Dicha insinuación fue desmentida por el Gobierno Distritial de Bogotá, el cual sugirió que lo que se haría en los centros eran exámenes y tratamientos médicos.
El 21 de septiembre de 2012, el gobierno nacional dio su visto bueno al proyecto, desde entonces muchos han sido beneficiados.